# Joe Yorke
Ashton Donald Joseph « Joe » Yorke, né le 7 décembre 1947 à Wanganui,  est une cavalier néo-zélandais de saut d'obstacles.

## Carrière
Yorke fait partie de la première équipe néo-zélandaise qui représente la nation en Europe et participe aux Jeux olympiques d'été de 1976 à Montréal où il finit 30e de l'épreuve individuelle.